# Pycnoplectus congener
Pycnoplectus congener är en skalbaggsart som först beskrevs av Thomas Casey 1884.  Pycnoplectus congener ingår i släktet Pycnoplectus och familjen kortvingar. Inga underarter finns listade i Catalogue of Life.